# シェーファー (企業)
シェーファー（Sheaffer）はアメリカ合衆国の筆記具メーカーで、創業者はウォルター・A・シェーファーである。
空気の圧力を利用してインクを吸入するタッチダウン式や、胴軸の後端を回転させるとペンの先端から細い金属製のチューブが露出してインクを吸入するスノーケルなど画期的な機能を持つ万年筆を開発した。また、歴代アメリカ大統領であるリチャード・ニクソン元大統領やロナルド・レーガン元大統領もシェーファーを使用してきた。